# Giro d’Italia 2004
Giro d’Italia 2004 cyklades från den 8 maj till den 30 maj. Den totala distansen som cyklisterna trampade var 3 435 kilometer. Man cyklade bland annat igenom Kroatien och Slovenien.

## Slutställning
| Plats | Person             | Land       | Lag                                | Tid      |
| 1     | Damiano Cunego     | Italien    | Saeco                              | 88.40.43 |
| 2     | Sergej Gontjar     | Ukraina    | De Nardi                           | 00.02.02 |
| 3     | Gilberto Simoni    | Italien    | Saeco                              | 00.02.05 |
| 4     | Dario David Cioni  | Italien    | Fassa Bortolo                      | 00.04.36 |
| 5     | Jaroslav Popovytj  | Ukraina    | Landbouwkrediet-Colnago            | 00.05.05 |
| 6     | Stefano Garzelli   | Italien    | Vini Caldirola-Nobili Rubinetterie | 00.05.31 |
| 7     | Wladimir Belli     | Italien    | Lampre                             | 00.06.12 |
| 8     | Bradley McGee      | Australien | Française des jeux                 | 00.06.15 |
| 9     | Tadej Valjavec     | Slovenien  | Phonak Hearing Systems             | 00.06.34 |
| 10    | Juan Manuel Garate | Spanien    | Lampre                             | 00.07.47 |

## Etapper
- 8 maj prolog: Genua, 7 km
  - 1. Bradley McGee, Australien
  - 2. Olaf Pollack, Tyskland +0,10
  - 3. Jaroslav Popovytj, Ukraina +0,20
- 9 maj Etapp 1: Genua–Alba, 143 km
  - 1. Alessandro Petacchi, Italien
  - 2. Olaf Pollack, Tyskland s.t.
  - 3. Crescenzo d'Amore, Italien s.t.
    - Sammanlagt:

  - 1. Olaf Pollack, Tyskland
  - 2. Bradley McGee, Australien +0,02
  - 3. Alessandro Petacchi, Italien +0,20
- 10 maj Etapp 2: Novi Ligure–Pontremoli, 184 km
  - 1. Damiano Cunego, Italien
  - 2. Bradley McGee, Australien s.t.
  - 3. Christian Moreni, Italien s.t.
    - Sammanlagt:

  - 1. Bradley McGee, Australien
  - 2. Jaroslav Popovytj, Ukraina +0,32
  - 3. Gerhard Trampusch, Österrike +0,36
- 11 maj Etapp 3: Pontremoli–Corno Alle Scale, 191 km
  - 1. Gilberto Simoni, Italien
  - 2. Damiano Cunego, Italien +0,15
  - 3. Franco Pellizotti, Italien +0,16
    - Sammanlagt:

  - 1. Gilberto Simoni, Italien
  - 2. Damiano Cunego, Italien +0,13
  - 3. Jaroslav Popovytj, Ukraina +0,21
- 12 maj Etapp 4: Poretta Terme–Civitella In Val Di Chiana, 184 km
  - 1. Alessandro Petacchi, Italien
  - 2. Robbie McEwen, Australien s.t.
  - 3. Simone Cadamuro, Italien s.t.
    - Sammanlagt:

  - 1. Gilberto Simoni, Italien
  - 2. Damiano Cunego, Italien +0.13
  - 3. Jaroslav Popovytj, Ukraina +0.21
- 13 maj Etapp 5: Civitella In Val Di Chiana - Spoleto, 177 km
  - 1. Robbie McEwen, Australien
  - 2. Olaf Pollack, Tyskland s.t.
  - 3. Marco Zanotti, Italien s.t.
    - Sammanlagt:

  - 1. Gilberto Simoni, Italien
  - 2. Damiano Cunego, Italien +0.13
  - 3. Jaroslav Popovytj, Ukraina +0.21
- 14 maj Etapp 6: Spoleto - Valmontone, 164 km
  - 1. Alessandro Petacchi, Italien
  - 2. Olaf Pollack, Tyskland s.t.
  - 3. Alejandro Albert Borrajo, Argentina s.t.
    - Sammanlagt:

  - 1. Gilberto Simoni, Italien
  - 2. Damiano Cunego, Italien +0.13
  - 3. Jaroslav Popovytj, Ukraina +0.21
- 15 maj Etapp 7: Frosinone - Montevergine Di Mercogliani, 214 km 
  - 1. Damiano Cunego, Italien
  - 2. Bradley McGee, Australien s.t.
  - 3. Franco Pellizotti, Italien s.t.
    - Sammanlagt:

  - 1. Damiano Cunego, Italien
  - 2. Gilberto Simoni, Italien +0.10
  - 3. Franco Pellizotti, Italien +0.28
- 16 maj Etapp 8: Giffoni Valle Piana - Policoro, 214 km
  - 1. Alessandro Petacchi, Italien
  - 2. Tomas Vaitkus, Litauen s.t.
  - 3. Olaf Pollack, Tyskland s.t.
    - Sammanlagt:

  - 1. Damiano Cunego, Italien
  - 2. Gilberto Simoni, Italien +0.10
  - 3. Franco Pellizotti, Italien +0.28
- 17 maj Etapp 9: Policoro - Carovigno, 142 km 
  - 1. Fred Rodriguez, USA
  - 2. Alessandro Petacchi, Italien s.t.
  - 3. Angelo Furlan, Italien s.t.
    - Sammanlagt:

  - 1. Damiano Cunego, Italien
  - 2. Gilberto Simoni, Italien +0.10
  - 3. Franco Pellizotti, Italien +0.28
- 18 maj Vilodag
- 19 maj Etapp 10: Porto Sant'Elpidio - Ascoli, 146 km
  - 1. Alessandro Petacchi, Italien
  - 2. Marco Zanotti, Italien s.t.
  - 3. Andris Naudusz, Lettland s.t.
  - 4. Magnus Bäckstedt, Sverige s.t.
    - Sammanlagt:

  - 1. Damiano Cunego, Italien'
  - 2. Gilberto Simoni, Italien +0.10
  - 3. Franco Pellizotti, Italien +0.28
- 20 maj Etapp 11: Porto Sant'Elpidio - Cesena, 228 km
  - 1. Emanuele Sella, Italien
  - 2. Christian Moreni, Italien +0.30
  - 3. Steve Zampieri, Schweiz s.t.
    - Sammanlagt:

  - 1. Damiano Cunego, Italien
  - 2. Gilberto Simoni, Italien +0.10
  - 3. Franco Pellizotti, Italien +0.28
- 21 maj Etapp 12: Cesena - Triviso, 210 km
  - 1. Alessandro Petacchi, Italien
  - 2. Robbie McEwen, Australien s.t.
  - 3. Aljaksandr Usau, Vitryssland s.t.
    - Sammanlagt:

  - 1. Damiano Cunego, Italien
  - 2. Gilberto Simoni, Italien +0.10
  - 3. Franco Pellizotti, Italien +0.28
- 22 maj Etapp 13 tempolopp: Trieste - Altipiano Carsisco, 52 km
  - 1. Sergej Gontjar, Ukraina
  - 2. Bradley McGee, Australien +0.18
  - 3. Jaroslav Popovytj, Ukraina +0.34
    - Sammanlagt:

  - 1. Jaroslav Popovytj, Ukraina
  - 2. Sergej Gontjar, Ukraina +0.03
  - 3. Bradley McGee, Australien +1.02
- 23 maj Etapp 14: Trieste - Pula, 175 km
  - 1. Alessandro Petacchi, Italien
  - 2. Fred Rodriguez, USA s.t.
  - 3. Marco Velo, Italien s.t.
    - Sammanlagt:

  - 1. Jaroslav Popovytj, Ukraina
  - 2. Sergej Gontjar, Ukraina +0.03
  - 3. Bradley McGee, Australien +1.02
- 24 maj Etapp 15: Poreč - San Vendemiano, 234 km
  - 1. Alessandro Petacchi, Italien
  - 2. Robbie McEwen, Australien s.t.
  - 3. Olaf Pollack, Tyskland s.t.
- Sammanlagt:
  - 1. Jaroslav Popovytj, Ukraina
  - 2. Sergej Gontjar, Ukraina +0.03
  - 3. Bradley McGee, Australien +1.02
- 25 maj Etapp 16: San Vendemiano - Falzes, 217 km
  - 1. Damiano Cunego, Italien
  - 2. Rinaldo Nocentini, Italien +1.16
  - 3. Alexandre Moos, Schweiz +1.38
    - Sammanlagt:

  - 1. Damiano Cunego, Italien
  - 2. Sergej Gontjar, Ukraina +1.14
  - 3. Jaroslav Popovytj, Ukraina +2.22
- 26 maj Vilodag
- 27 maj Etapp 17: Brunico - Fondo Sarnonico, 153 km
  - 1. Pavel Tonkov, Ryssland
  - 2. Alessandro Bertolini, Italien +2.15
  - 3. Bradley McGee, Australien +2.49
    - Sammanlagt:

  - 1. Damiano Cunego, Italien
  - 2. Sergej Gontjar, Ukraina +1.14
  - 3. Jaroslav Popovytj, Ukraina +2.22
- 28 maj Etapp 18: Cles Val Di Non - Bormeo 2000, 118 km
  - 1. Damiano Cunego, Italien
  - 2. Dario Cioni, Italien +0,05
  - 3. Sergej Gontjar, Ukraina s.t.
    - Sammanlagt:

  - 1. Damiano Cunego, Italien
  - 2. Sergej Gontjar, Ukraina +1.31
  - 3. Gilberto Simoni, Italien +3.07
- 29 maj Etapp 19: Bormeo - Presolana
  - 1. Stefano Garzelli, Italien
  - 2. Gilberto Simoni, Italien +0.02
  - 3. Tadej Valjavec, Slovenien +0.23
    - Sammanlagt:

  - 1. Damiano Cunego, Italien
  - 2. Sergej Gontjar, Ukraina +2.02
  - 3. Gilberto Simoni, Italien +2.05
- 30 maj Etapp 20: Clusone - Milano
  - 1. Alessandro Petacchi, Italien
  - 2. Marco Zanotti, Italien s.t.
  - 3. Aart Vierhouten, Belgien s.t.
    - Slutställning:

  - 1. Damiano Cunego, Italien 88.40.43
  - 2. Sergej Gontjar, Ukraina +2.02
  - 3. Gilberto Simoni, Italien +2.05
  - 4. Dario Cioni, Italien +4.36
  - 5. Jaroslav Popovytj, Ukraina +5.05
  - 6. Stefano Garzelli, Italien +5.31
  - 7. Wladimir Belli, Italien +6.12
  - 8. Bradley McGee, Australien +6.15
  - 9. Tadej Valjavec, Slovenien +6.34
  - 10. Juan Manuel Garate, Spanien +7.47
    - Poängtävlingen:

  - 1. Alessandro Petacchi, Italien 153 poäng
  - 2. Damiano Cunego, Italien 148p
  - 3. Olaf Pollack, Tyskland 111p
  - 4. Aljaksandr Usau, Vitryssland 102p
  - 5. Marco Zanotti, Italien 96p
    - Bergspristävlingen:

  - 1. Fabian Wegmann, Tyskland 56p
  - 2. Damiano Cunego, Italien 54p
  - 3. Gilberto Simoni, Italien 36p
  - 4. Stefano Garzelli, Italien 34p
  - 5. Alexandre Moos, Schweiz 27p
    - Intergirotävlingen:

  - 1. Raffaele Illiano, Italien 49.38.14
  - 2. Crescenzo d'Amore, Italien +0.13
  - 3. Mariano Piccoli, Italien +0.19
  - 4. Marlon Alirio Perez Arango, Colombia +0.22
  - 5. Alessandro Vanotti, Italien +0.36